# 서동문로
서동문로(西東門路)는 경상북도 안동시 평화동 태화오거리에서 안동시 법흥동을 연결하는 도로이다. 태화오거리와 법흥동에서 각각 국도 제34호선(경동로)와 연결된다. 구 시청 분수대를 기점으로 서쪽은 서문로, 동쪽은 동문로로 나뉘어 있었으나 새주소사업 방침 변경으로 서동문로로 통합되었다.

## 주요 경유지
- 농협 영농지원센터
- 웅부공원
- 중구동주민센터
- 목성교 사거리
- 안동교회
- 성소병원
- 서부초등학교 사거리
- 평화동 주민센터
- 태화오거리

## 주요 교차도로
- 경동로
- 안기천로
- 퇴계로
- 남문로
- 영가로
- 대안로